# Prosper Garnot
Prosper Garnot (* 14. Januar 1794 in Brest; † 8. Oktober 1838 in Paris im 10. Arrondissement) war ein französischer Marinearzt und Naturforscher.

## Leben und Wirken
Er war der Sohn von François Garnot, einem Angestellten des Bürgerbüros der französischen Marine und Jeanne Claudine Laugée. Prosper Garnots gesamte Kindheit war geprägt durch den Zweiten Koalitionskrieg zwischen Frankreich und Großbritannien. Im Jahr 1811 schloss er sich mit dem Ziel, Mediziner zu werden, der napoleonischen Marine an. Hierfür wurde er noch im selben Jahr im Krankenhaus von Brest ausgebildet. Auch wenn die französische Flotte von den Briten am Kap Trafalgar blockiert wurde, ging er an Bord der Cannonière no. 20, um dort als Chirurg dritten Ranges bis ins Jahr 1814 zu arbeiten. Im Jahr 1817 wurde er Teil der Schiffsbesatzung der Fregatte Hermione und später der Fregatte Hector, mit der er nach Martinique segelte.
Am 1. Januar 1819 erfolgte die Beförderung zum Chirurg zweiten Ranges, und er kehrte Mitte des Jahres an Bord der Arthuse zu den Antillen zurück. Hier wechselte er auf die Africaine, mit der er im November 1820 nach Frankreich zurückkehrte. Es folgte ein weiterer Dienst im Marinehospital von Brest, bevor er auf die Fregatte Amazon beordert wurde. Im Jahr 1821 unternahm er weitere medizinische Studien, die am 2. März 1822 zur Dissertationsarbeit Essai sur le choléra-morbus führte, die er seinem Vater und seiner Tante Frau Moyot widmete.
Da die Marine in Brest ein naturhistorisches und botanisches Museum unterhielt, kam Garnot schon früh mit zoologischen Fragen in Berührung.
Unter dem Befehlshaber Louis Isidore Duperrey und dem zweiten Befehlshaber Jules Dumont d’Urville gingen Garnot als Schiffschirurg und René Primevère Lesson als Schiffsarzt an Bord der Korvette La Coquille, die am 11. August 1822 im Auftrag von König Ludwig XVIII. und den Anweisungen von Aimé Marie Gaspard de Clermont-Tonnerre aus Toulon zu einer Forschungsreise um die Welt aufbrach. Die Reise führte sie über Teneriffa, den Süden Brasiliens, die Falklandinseln, Chile, Peru, die Gesellschaftsinseln, Neuirland, Waigeo und die Molukken nach Port Jackson, ein Hafen, den sie am 17. Januar 1824 erreichten. Dort gab ihm Thomas Brisbane die Erlaubnis, eine Rundreise nach Parramatta, Windsor, Richmond, Emu Plains, Regentville, Prospect Hill, Liverpool und zurück nach Parramatta durchzuführen.
In Port Jackson verließ Garnot die Expedition von Duperrey, da er sich in Peru eine chronische Dysenterie eingefangen hatte. Am 1. März 1824 checkte er auf der Castle Forbes bei Kapitän John Windsor Ord ein. Mit ihm gingen viele Sammlerstücke der Expedition mit an Bord. Mit Ord erreichte er Mauritius, der ihn dort informierte, dass er auf die King George IV unter Kapitän John Prissick wechseln müsse, die am 31. Mai 1824 Mauritius verließ. Im frühen Juli wurde das Schiff geflutet und der Kapitän versuchte das Schiff durch die San Sebastian Bucht an der Ostküste des Kap der Guten Hoffnung vorbei zu schiffen. Das Wetter verschlechterte sich, und das Schiff kenterte schließlich am 15. Juli. Garnot verlor seine Sammlung und blieb zunächst am Kap bei einer Familie Rouvière, bevor er am 14. März 1825 nach Paris zurückkehrte.
Am 16. April 1825 wurde er zum Chirurg ersten Ranges befördert. Er blieb in Paris, um Lesson bei der Sichtung und Dokumentation der zoologischen Ergebnisse zu helfen. Diese erschien in zwei Bänden unter dem Namen Voyage autour du monde exécuté par Ordre du Roi, sur la Corvette de Sa Majesté, La Coquille pendant les années 1822, 1823, 1824 et 1825, die zwischen 1826 und 1831 in mehreren Lieferungen erschienen. Garnot publizierte einige Artikel in Journal des Voyages und trug zum Dictionnaire pittoresque d’Histoire naturelle unter der Leitung von Félix Édouard Guérin-Méneville bei. Einer seiner Beiträge wurde separat im Jahr 1837 unter dem Titel Quelques considérations sur les Nègres en général, du Nègre de la Nouvelle-Hollande en particulier publiziert. Der Artikel war extrem rassistisch und er machte keine Unterschiede zwischen Aborigines und Afrikanern.
Am 28. Dezember 1827 wurde er zum Oberchirurg zweiten Ranges befördert, als er erneut im Marinekrankenhaus von Brest arbeitete. Am 23. Mai 1828 segelte er an Bord der Bonne Henriette von Bordeaux nach Saint-Pierre. Hier blieb er bis ins Jahr 1832 am Fort Royal auf Martinique und wurde Chefchirurg der Marine. Im Januar 1833 wurde er in ein Krankenhaus eingeliefert und krankheitsbedingt Ende des Jahres pensioniert.

## Dedikationsnamen
Lesson widmete ihm 1828 den Namen des Garnot-Sturmvogels (Pelecanoides garnotii). Jacques Bernard Hombron und Honoré Jacquinot gaben 1844 dem Silbersturmvogel (Fulmarus glacialoides (Smith, A, 1840)) den Namen Priocella garnotii.
André Marie Constant Duméril und Gabriel Bibron nannten 1836 eine Art der Halbfinger-Geckos Hemidactylus garnotii.
Adolphe Brongniart führte 1829 die Pflanzengattung Garnotia für die neue Art Garnotia stricta ein.
Salpa garnotii  nannte Lesson im Jahr 1830 eine Manteltierart, die heute unter dem Namen Iasis cylindrica (Cuvier, 1804) geführt wird.

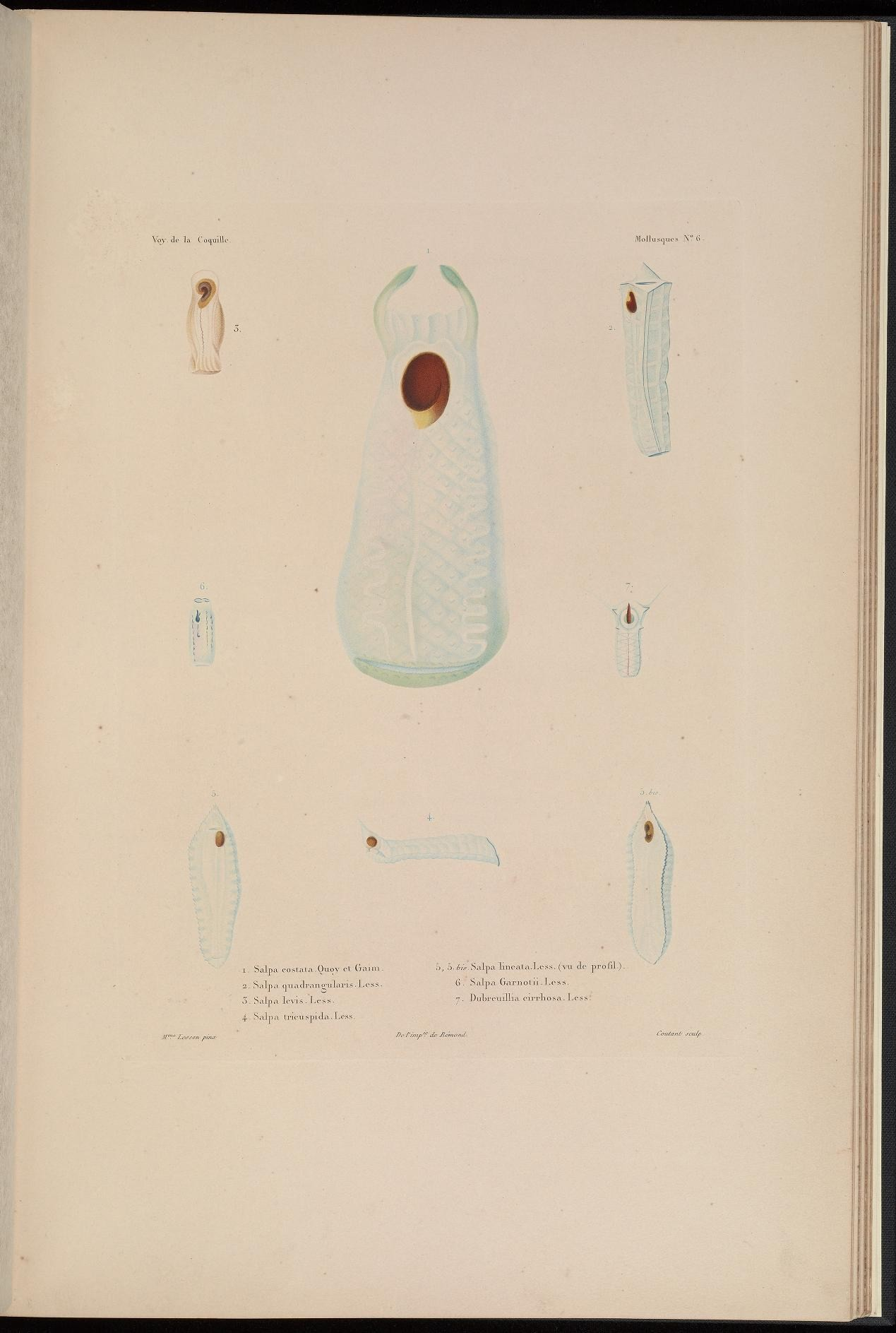
Salpa garnotii Lesson, 1830
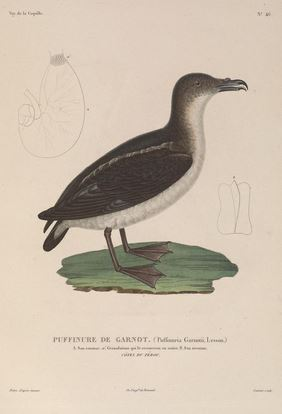
Garnot-Sturmvogel (Pelecanoides garnotii) illustriert von Jean-Gabriel Prêtre
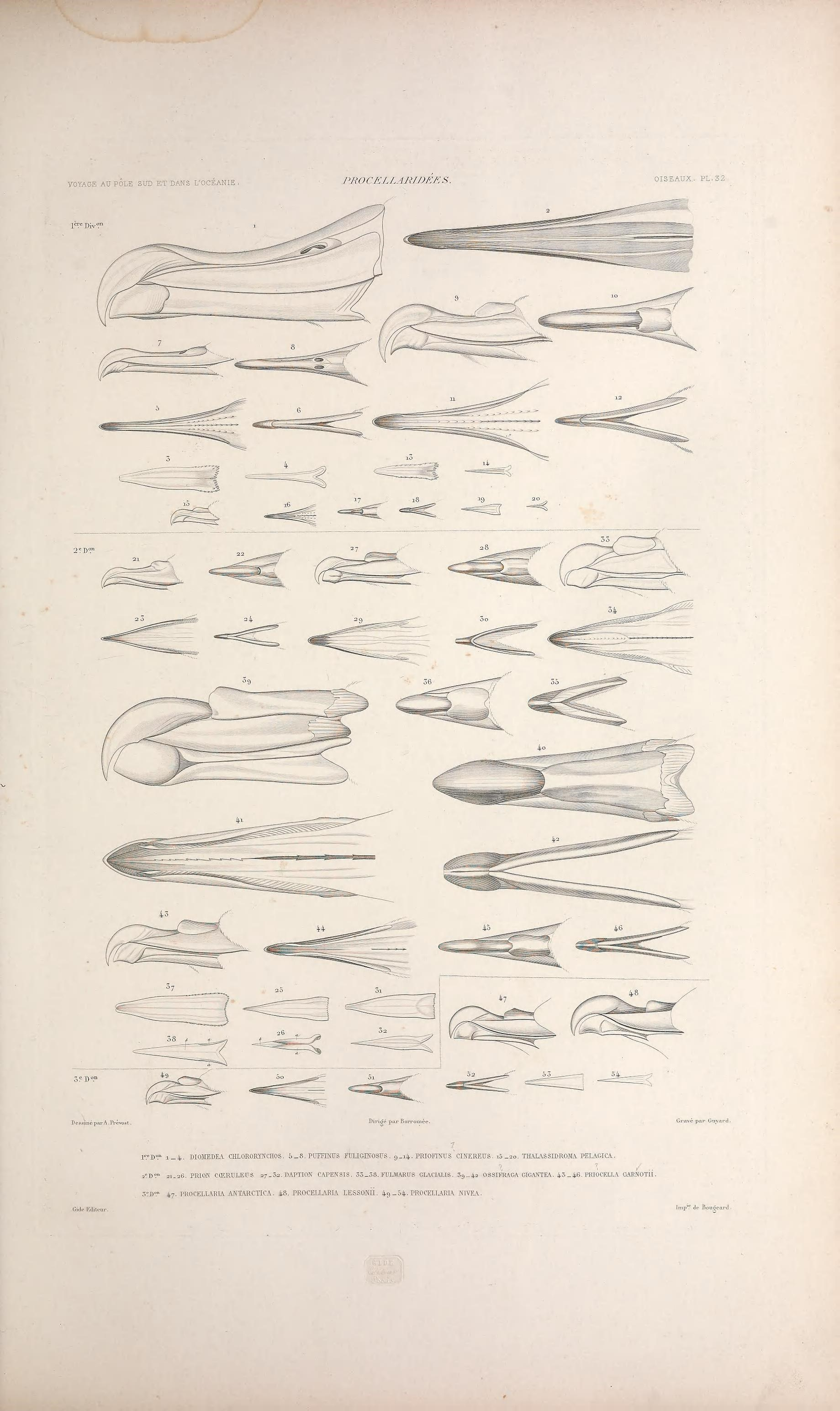
Schnäbel u. a. von Priocella garnotii illustriert von Lucien Alphonse Prévost
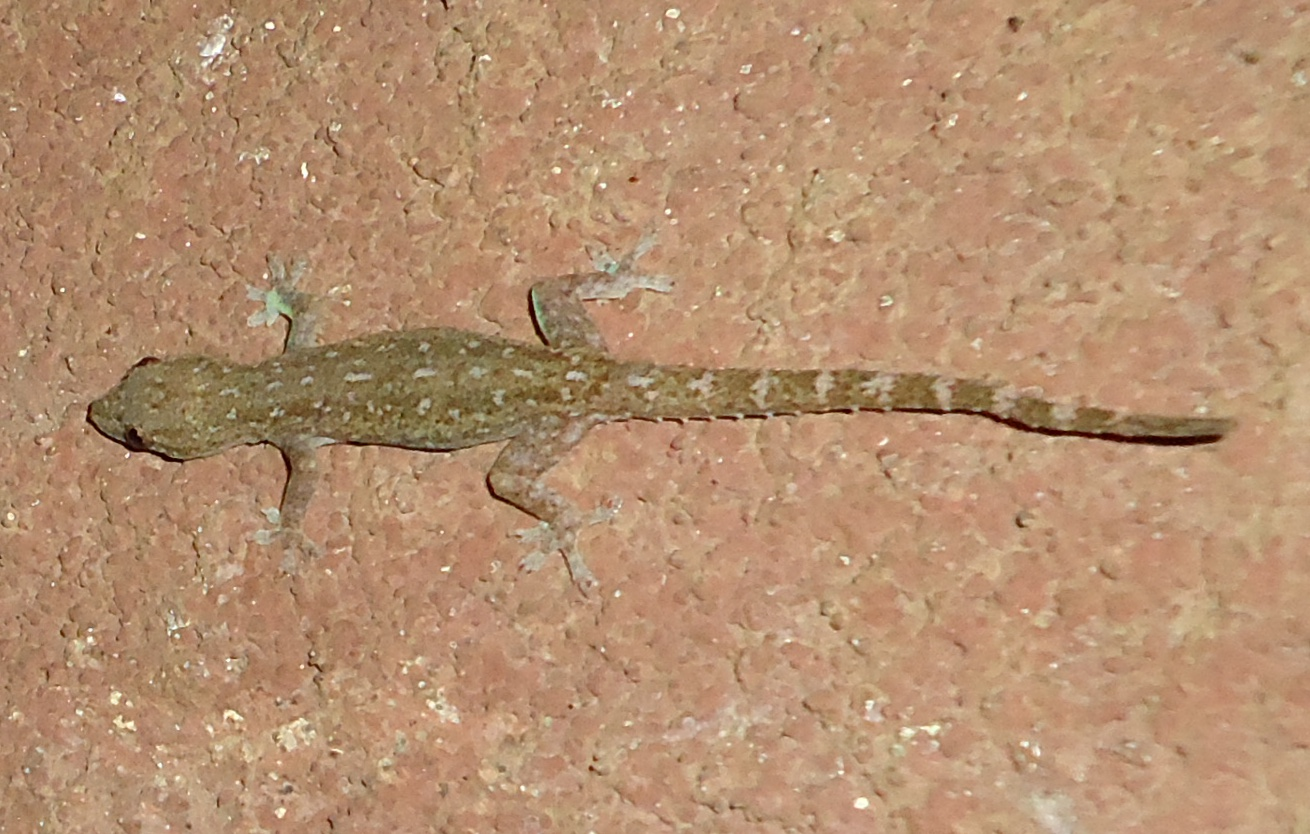
Hemidactylus garnotii
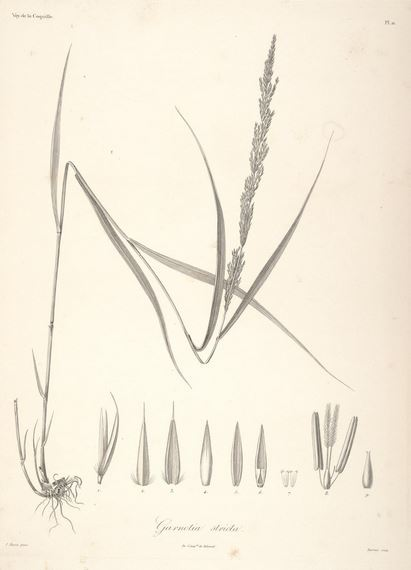
Garnotia stricta gemalt von Pancrace Bessa

## Mitgliedschaften
Am 30. August 1829 wurde er als Chevalier de la Légion d’Honneur ausgezeichnet. Seit 1834 war er korrespondierendes Mitglied der Académie nationale de médecine. Als 1838 die La Société Cuvierienne gegründet wurde, war er eines der 140 Gründungsmitglieder der Gesellschaft.

## Erstbeschreibungen durch Prosper Garnot
Garnot hat einige Arten bzw. Unterarten, die neu für die Wissenschaft waren, beschrieben. Oft arbeitete er dabei mit Lesson zusammen. Zu den Arten  und Unterarten gehören chronologisch u. a.:

### Arten
- Inkataucher (Podiceps occipitalis Garnot, 1826)
- Magellanausternfischer (Haematopus leucopodus Garnot, 1826)
- Weißkopf-Sturmvogel (Pterodroma lessonii (Garnot, 1826)
- Rußbrauner-Uferwipper (Cinclodes antarcticus (Garnot, 1826))
- Schall-Manucodia (Phonygammus keraudrenii (Lesson & Garnot, 1826))
- Araukanertaube (Patagioenas araucana (Lesson & Garnot, 1827))
- Bartbaumsegler (Hemiprocne mystacea (Lesson & Garnot, 1827))
- Chilekolibri (Sephanoides sephaniodes (Lesson & Garnot, 1827))
- Corakolibri (Thaumastura cora (Lesson & Garnot, 1827))
- Dolchstich-Honigfresser (Myzomela eques (Lesson & Garnot, 1827))
- Greisenkrähe (Corvus tristis Lesson & Garnot, 1827)
- Goldmonarch (Carterornis chrysomela (Lesson & Garnot, 1827))
- Inkaseeschwalbe (Larosterna inca (Lesson & Garnot, 1827))
- Krausenmonarch (Arses telescopthalmus (Lesson & Garnot, 1827))
- Mangrovemetzgervogel (Melloria quoyi (Lesson & Garnot, 1827))
- Rostbauchamazilie (Amazilia amazilia (Lesson & Garnot, 1827))
- Petroica longipes (Lesson & Garnot, 1827))
- Waldpeltops (Peltops blainvillii (Lesson & Garnot, 1827))
- Bindenreiher (Zonerodius heliosylus (Lesson & Garnot, 1828))
- Buntscharbe (Phalacrocorax gaimardi (Lesson & Garnot, 1828))
- Burumistelfresser (Dicaeum erythrothorax Lesson & Garnot, 1828)
- Langschwanzweih (Henicopernis longicauda (Lesson & Garnot, 1828))
- Maupiti-Monarch (Pomarea pomarea (Lesson & Garnot, 1828))
- Mohrenkuckuck (Centropus menbeki Lesson & Garnot, 1828)
- Seidennektarvogel (Leptocoma aspasia (Lesson & Garnot, 1828))

### Unterarten
- Purpurbrust-Fruchttaube (Ptilinopus magnificus puella (Lesson & Garnot, 1827))
- Weißbrauenlalage (Lalage leucomela karu (Lesson & Garnot, 1827))

## Publikationen (Auswahl)
- Essai sur le choléra-morbus. (Cand. Prosper Garnot). Voyez, Paris 1822.
- Observation sur l’Échnidé épineux. In: Annales des sciences naturelles: comprenant La physiologie animale et végétale, l’anatomie comparée des deux règnes, la zoologie, la botanique, la minéralogie et la géologie. Band 6, 1825, S. 504–508 (biodiversitylibrary.org).
- Remarques sur la Zoologie des iles Malouines, faites pendant le Voyage autour du monde de la Corvette la Coquille, exécuté en 1822, 1823, 1824 et 1825. In: Annales des sciences naturelles: comprenant La physiologie animale et végétale, l’anatomie comparée des deux règnes, la zoologie, la botanique, la minéralogie et la géologie. Band 7, 1826, S. 39–59 (biodiversitylibrary.org).
- mit René Primevère Lesson: Description d’une nouvelle espèces de Cassican (Barita Keraudrenii). In: Bulletin des sciences naturelles et de géologie. Band 8, 1826, S. 110–111 (biodiversitylibrary.org).
- mit René Primevère Lesson: Voyage autour du monde exécuté par Ordre du Roi, sur la Corvette de Sa Majesté, La Coquille pendant les années 1822, 1823, 1824 et 1825, sous le ministère et conformément aux instructions de S. E. M. Marquis de Clermont-Tonnerre, ministre de la marine; et publié sou les auspices de son excellence Mgr le Cte de Chabrol, ministre de la Marine et des colonies, par M. L. Duperry, capitaine de frégate. chevalier de Saint-Louis et membre de la legion d’honaire, commandant de l’expédition. Band 1: Zoologie, Nr. 1. Arthus-Bertrand, Paris 1826 (biodiversitylibrary.org).
- Notes sur quelques peuples de la mer du Sud. In: Journal des voyages, découvertes et navigations modernes ou Archives géographiques du XIXe siècle, rédigé par une Société de Géographes, de Voyageurs et de Littérateurs français et étrangers. Band 33, 1827, S. 275–296 (google.de).
- mit René Primevère Lesson: Voyage autour du monde exécuté par Ordre du Roi, sur la Corvette de Sa Majesté, La Coquille pendant les années 1822, 1823, 1824 et 1825, sous le ministère et conformément aux instructions de S. E. M. Marquis de Clermont-Tonnerre, ministre de la marine; et publié sou les auspices de son excellence Mgr le Cte de Chabrol, ministre de la Marine et des colonies, par M. L. Duperry, capitaine de frégate. chevalier de Saint-Louis et membre de la legion d’honaire, commandant de l’expédition. Band 1: Zoologie, Nr. 2. Arthus-Bertrand, Paris 1828 (biodiversitylibrary.org).
- Excursion dans les environs de la ville de Sydney (Nouvelles-Hollande). In: Journal des voyages, découvertes et navigations modernes ou Archives géographiques du XIXe siècle, rédigé par une Société de Géographes, de Voyageurs et de Littérateurs francais et étrangers. Band 42, 1829, S. 139–150 (google.de).
- Leçons élémentaires sur l’art des accoucheuses, à l’usage des sages-femmes. Thoubeau, Saint-Pierre 1832.
- in Félix Édouard Guérin-Méneville: "Homo" in Dictionnaire pittoresque d’histoire naturelle et des phénomènes de la nature. Band 4. Bureau de Souscription, Paris 1836, S. 6–16 (biodiversitylibrary.org).
- De l’Homme considéré sous le rapport de ses caractères physiques. Impr. de Cosson, Paris 1836.
- Notice sur les îles Malouines considérées sous les rapports de la géographie et de l’histoire naturelle. Impr. de Cosson, Paris 1836.
- in Félix Édouard Guérin-Méneville: "Nègre" in Dictionnaire pittoresque d’histoire naturelle et des phénomènes de la nature. Band 5. Bureau de Souscription, Paris 1837, S. 628–632 (biodiversitylibrary.org).
- Quelques considérations sur les nègres en général, du nègre de la nouvelle Hollande en particulier. Imprimerie de Cosson, Paris 1837.
- Un court séjour à Sainte-Catherine du Brésil (octobre 1822). Impr. de C. Achaintre, Louviers 1837.